# Мендух Тачи
Мендух Тачи (алб. Menduh Thaçi; Тетово, 3. март 1965) је албански политичар из Северне Македоније и лидер Демократске партије Албанаца.

## Биографија
Тачи је рођен у Тетову 3. марта 1964. године. По завршетку средње школе студирао је на Медицинском факултету Универзитета у Приштини. Студирао је стоматологију. Убрзо се вратио у свој родниград где се посветио политичкој каријери. Након распада Југославије интензивиран је политички живот македонских Албанаца. Тачи је прво био члан Партије за демократски просперитет. Ипак, 1993. када се од партије одвојило њено радикално крило, приступио му је и Тачи. Ово крило постало је нова Демократска партија Албанаца. На челу партије био је Арбен Џефери, док је Тачи био његов заменик. На парламентарним изборима 1998. године странка је ушла у парламент. Године 2006. странка се прикључила владајућој коалицији. У новом сазиву парламента Тачи је био члан комисије за одбрану и безбедност. Поред политичке интересује се и за медицину, као и за класичну књижевност.
Током међуетничких инцидената у Македонији 2012. године, Тачи је указао да Охридски споразум из 2001. није имплементиран у пракси, и да се Албанци у Македонији налазе у потлаченом положају, па би, ако до промена граница на Балкану дође, по његовом мишљењу, најбоље решење било да се оформи етничка албанска држава.